# Kristalografija
Kristalografija je eksperimentalna znanost, ki ugotavlja razporeditev atomov, molekul  ali ionov trdnih snoveh. Beseda je nastala iz grških besed κρύσταλλος [kristallos], ki pomeni "hladna kapljica",  in γράφω [grapho], ki pomeni "pisati". Beseda kristallos se je nanašala predvsem na kristale kamene strele, v širšem pomenu pa na vse trdne svovi, ki so vsaj malo prozorne. 
Študij kristalov je pred odkritjem uklona rentgenskih žarkov temeljil na njihovi geometriji: merile so se dolžine stranic kristala, nakloni robov in ploskev glede na teoretične (kristalografske) osi in ugotavljala simetrija kristala. Simetričnost se je ugotavljala z goniometrom. Položaj vsake kristalografske ploskve, se pravi njenih polov, se je narisal v prostorski mreži, na primer v Wulffovi ali Lambertovi mreži. Vsaka točka se je označila z Millerjevim indeksom. Končna risba kristala je omogočala ugotavljanje simetrije kristala. 
Sodobne kristalografske metode temeljijo na analizah uklonskih vzorcev, ki nastanjejo pri osvetljevanju vzorca raznimi žarki. Žarek ni vedno elektromagnetno sevanje, čeprav se najpogosteje  uporabljajo rentgenski žarki. Za nekatere namene se zaradi valovnih lastnosti delcev uporabljajo žarki nevtronov ali elektronov. Kristalografi običajno navedejo, katero vrsto osvetlitve so uporabili: rentgenske žarke, nevtrone ali elektrone. Omenjena sevanja različno vzajemno delujejo z vzorcem. 
Rentgenski žarki so lahko dostopni in dopuščajo izbiro valovne dolžine. Rentgenski žarki vzajemno delujejo s prostorsko porazdeljenimi valenčnimi elektroni. Intenziteta žarkov je stabilna, merjenje pa sorazmerno preprosto in zanesljivo.
Elektroni so nabiti delci, zato nanje deluje celotnen naboj atoma, se pravi naboja njegovega jedra in elektronskega oblaka. So relativno dostopni (transmisijski elektronski mikroskop). Količina vzorca v žarku je lahko zelo majhna (premer 1 µm), vendar je vzorec težko sukati. Stabilnost intenzitete je slabša kot pri rentgenskih žarkih, merjenje kotov in intenzitet uklonov pa temu primerno slabo in nenatančno.
Nevtroni se sipljejo na atomskih jedrih, poleg tega pa je njihov magnetni moment različen od nič in se zato sipljejo tudi v magnetnih poljih. Njihova prednost je zanesljiva določitev lege lahkih atomov, stabilna intenziteta in zanesljivo merjenje. Če se nevtroni sipljejo iz snovi, ki vsebujejo vodik, imajo uklonski vzorci veliko šuma, zato se vodik včasih zamenja z devterijem. 
Omenjene metode se zaradi različnih vrst interakcij uporabljajo za različne kristalografske študije.

## Teorija
Za opazovanje zelo majhnih predmetov se običajno uporablja optični mikroskop. Človeško oko se odziva na valovne dolžine od približno 3900 do 7500 Å (390 do 750 nm), ki so tri rede velikosti večje od dolžine tipične kemijske vezi (1-2 Å). Vpogled v zgradbo snovi  oziroma razporeditev atomov v trdnini zato zahteva sevanje z mnogo krajšimi valovnimi dolžinami, kakršno je na primer rentgensko sevanje. Uklonjeni  rentgenski žarki se ne morejo zbrati in tvoriti slike, zato se mora struktura vzorca rekonstruirati iz uklonskih slik žarkov. Ponavljajoče se strukture v vzorcu dajo ostre uklonske slike, ki so včasih zelo močne zaradi skladnega odboja številnih fotonov od enakomerno razmaknjenih podobnih struktur. Neperiodične komponente strukture dajejo razpršene in šibke difrakcijske slike. 
Kristali dajejo zaradi zelo urejene in ponavljajoče se strukture ostre Braggove odbojne slike, ki so idealne za analiziranje njihove zgradbe.  

## Notacija
- Koordinate v oglatih oklepajih, na primer [100], označujejo krajevne vektorje v realnem prostoru.
- Koordinate v oglatih oklepajih ali škarnicah, na primer <100>, označujojo družino smeri, ki se nanašajo na simetrijske operacije. V kubičnem kristalnem sistemu  bi oznaka <100> pomenila smeri [100], [010], [001] ali katero koli negativno vrednost teh smeri.
- Millerjevi indeksi v okroglih oklepajih, na primer (100), označujejo ravnine kristalnih struktur in njihove pravilne ponovitve na  določenih razdaljah. V kubičnem kristalnem sistemu ima normala na ravnino (hkl) smer [hkl], v sistemih z nižjo simetrijo pa normala na (hkl) ni vedno  vzporedna s [hkl].
- Indeksi v zavitih oklepajih, na primer {100}, označujejo družino ravnin in njihovih normal, ki so v kubičnih zgradbah zaradi simetrijskih operacij ekvivalentne. V družino ravnin {100} spadajo ravnine (1 0 0), (0 1 0), (0 0 1), (1 0 0), (0 1 0) in (0 0 1), ki so dejansko ploskve kocke.[3] V nekubičnih kristalnih sistemih <hkl> ni vedno pravokotna na {hkl}.

## Tehnika
Po Braggovem pravilu je vsaka pika (ali refleksija) na uklonski sliki posledica konstruktivne interference rentgenskih žarkov, ki potujejo skozi kristal. Podatki se lahko uporabijo za določitev kristalne atomske strukture. Kristalografija preučuje vse snovi, ki jih je mogoče dobiti v kristalni strukturi. Beljakovine se v naravi sicer ne pojavljajo v kristalni obliki, vendar jih je v laboratoriju mogoče izkristalizirati. Kristalizacija iz vodnih ratopin poteka s počasnim izparevanjem vode ali z osmozo in lahko traja tudi nekaj mesecev. Proces mora biti počasen, ker bi se beljakovina sicer oborila v neurejeni amorfni obliki, ki za rentgensko analizo ni uporabna. 
Kristalno strukturo se določa z obsevanjem kristala z žarkom rentgenske svetlobe, elektronov ali nevtronov.  Viri rentgenskih žarkov so praviloma rentgenske cevi, namesto njih pa se uporabljajo tudi sinhrotroni, ki dajejo čistejše in popolnejše uklonske slike. Sihhrotroni dajejo tudi višjo intenziteto  rentgenskih žarkov, kar zelo poveča hitrost meritev. 
Izdelava slike iz difrakcijskega vzorca zahteva znanje matematike, pogosto pa tudi iterativne postopke modeliranja in dodelavanja teoretičnih modelov. V slednjem primeru se matematično napove uklonsko sliko hipotetične strukture modela, katero se primerja z dobljenimi rezultati.  Model se po potrebi dodeluje toliko časa, dokler rezultata nista skladna. Postopke zelo skrajša modeliranje z računalnikom. 
Matematične metode za analizo uklonskih podatkov so uporabne samo za slike, ki so rezultat uklona valov na urejenih delih snovi. Kristalografija je zato omejena v glavnem na kristale in  molekule, ki jih uspejo kristalizirati. Veliko podatkov o zgradbi molekul se lahko kljub temu dobi iz uklonskih slik, ki jih generirajo vlaknate ali praškaste snovi, ki niso tako urejene kot kristali. Tako dobljeni podatki zadostujejo za ugotavljanje strukture enostavnih molekul ali za določanje grobih oblik bolj strukturiranih molekul, na primer DNA. Zgradbo DNA, ki ima obliko dvojne spirale, so določili iz uklonske slike rentgenske svetlobe na vlaknatem vzorcu.

## Kristalografija v materialnem inženirstvu
Kristalografija je orodje, ki se pogosto uporablja v materialnem inženirstvu. V monokristalih je razporeditev atomov običajno lahko prepoznavna že iz oblike kristala, večina materialov pa nima kristalinične ampak polikristalinično zgradbo, zato igra najpomenbejšo vlogo v določanju zgradbe rentgenska praškovna difrakcija. 
S kristalno strukturo so povezane številne fizikalne lastnosti. Minerali v glini na primer tvorijo majhne, ploščicam podobne strukture. Glina se zato zlahka gnete, ker ploščice drsijo druga ob drugi, v smeri pravokotni na drsne ravnine pa ostanejo močno povezane. Takšni mehanizmi se lahko preučujejo s kristalografskimi meritvami teksture. 
Drug značilen primer je železo, ki pri temperaturi 1538 °C preide iz telesno centrirane kocke (ferit) v ploskovno centrirano kocko (austenit). Ploskovno centrirana struktura je gostejša, zato se nad to tempreaturo  volumen železa zmanjša. 

## Biologija
Rentgenska difrakcija je primarna metoda za določanje struktur bioloških makromolekul, predvsem beljakovin in nukleinskih kislin, na primer DNA in RNA. Struktura dvojne spirale DNA je bila ugotovljena prav iz kristalografskih podatkov. 
Prva kristalna struktura molekule je bila določena leta 1958. Podatki o strukturah beljakovin in drugih bioloških maktomolekul so na razpolago v Protein Data Bank. Za vizualizacijo zgradb bioloških molekul sta na rzpolago računalniška programa RasMol in Prymol.
Elektronska kristalografija se uporablja za raziskovanje nekaterih beljakovinskih struktur, predvsem beljakovinskih membran in beljakovinskih kapsid virusov.